# Carausiaanse opstand

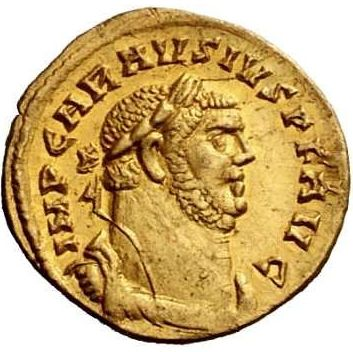
Beeltenis van Carausius op een gouden aureus geslagen tijdens de opstand

De Carausiaanse opstand (286-296 n.Chr.) was een episode in de Romeinse geschiedenis, waarin een deel van het Rijk zich afsplitste. De opstand werd geïnitieerd door een Romeins marinecommandant, Carausius, die zichzelf in Britannia tot keizer uitriep. Naast Britannia heerste hij ook over het noorden van Gallië. Zijn Gallische gebieden werden hem in 293 weer afhandig gemaakt door de westerse Caesar, Constantius Chlorus. Naar aanleiding van dit verlies kreeg Carausius in Britannia zelf te maken met een opstand en door zijn ondergeschikte Allectus vermoord. Britannia werd in 296 in opdracht van Constantius door generaal Asclepiodotus heroverd.

## Afscheiding van het Romeinse Rijk
Carausius was van Menapische afkomst. Hij maakte carrière binnen het Romeinse leger en werd marinecommandant in Bononia (Boulogne), belast met het bestrijden van de Frankische en Saksiche piraten. Hij werd er echter van beschuldigd zichzelf te verrijken door samen te werken met de piraten, waarop keizer Maximianus het bevel gaf Caurasius te doden. Carausius reageerde hierop door zichzelf tot keizer van Brittania uit te roepen. Hij beschikte niet alleen over zijn eigen vloot, maar ook over de drie legioenen die in Britannia waren gestationeerd en een legioen dat in Gallië verbleef. Daarnaast had hij diverse hulptroepen, Gallische koopvaardijschepen en niet-Romeinse huurlingen tot zijn beschikking.
Uit een lofrede op Maximianus uit 288 of 289 blijkt dat de keizer een invasie van Britannia voorbereidde om Carausius te verdrijven. In een latere lofrede op zijn opvolger keizer Constantius Chlorus wordt vermeld dat de invasie mislukte vanwege slecht weer. Carausius claimde echter dat hij een militaire overwinning had behaald. In ieder geval werd er vrede gesloten.
Voor Carausius was het belangrijk de legitimiteit en officiële erkenning van zijn heerschappij te verkrijgen. Hij bracht zijn eigen munten in omloop die qua waarde gelijk werden gesteld aan de Romeinse munten. Hij eerde de keizers Maximianus en Diocletianus en leek op een toenadering tot de Romeinen aan te sturen.
Waarschijnlijk maakte Carausius gebruik van de onvrede in Britannia over de Romeinse heerschappij, en hij bracht dan ook munten uit waarop hij als Restitutor Britanniae ('hersteller van Britannia') en Genius Britanniae ('ziel van Britannia') stond afgebeeld. Het was ook nog niet zo heel lang geleden dat Britannia onderdeel had uitgemaakt van het zelfstandige Gallische keizerrijk van Postumus (260-274).

## Herovering door de Romeinen
In 293 zette Constantius Chlorus, de nieuwe Caesar van de westelijke rijkshelft, de aanval in op Bononia. Hij bouwde een dam om de haven te blokkeren, zodat de belegerden niet konden ontsnappen noch hulp van overzee konden krijgen. Om te voorkomen dat hij in de rug werd aangevallen door de Franken, viel hij tevens het gebied van de Batavieren binnen. Constantius veroverde Bononia, maar het bleek nog te vroeg om een invasie van Brittania uit te voeren zolang hij niet beschikte over een bruikbare vloot. Carausius werd datzelfde jaar nog door diens rentmeester Allectus vermoord, waarna Allectus de macht overnam.
In 296 werd de aanval op Britannia alsnog ingezet. Terwijl keizer Maximianus de Rijngrens onder controle hield, vertrok een deel van de Romeinse vloot onder leiding van Constantius vanuit Bononia, en een ander deel onder leiding van Asclepiodotus, de prefect van de pretoriaanse garde, vanuit de Seinemonding. Dankzij mistbanken kon de vloot van Asclepiodotus ongezien langs de vloot van Allectus varen, die gestationeerd was op het eiland Wight. De Romeinse vloot landde in de buurt van het huidige Southampton. Tijdens een veldslag werden de opstandelingen verslagen en Allectus sneuvelde in de strijd. In de hoop dat zijn lichaam niet zou worden herkend, had hij zich al ontdaan van alle eretekenen die op zijn identiteit konden wijzen. De veldslag heeft waarschijnlijk plaatsgevonden bij Calleva Atrebatum, nabij het huidige Silchester.
Een deel van het Romeinse leger was tijdens de overtocht in de mist de hoofdmacht kwijtgeraakt en kwam terecht bij Londinium (Londen), waar ze de resterende troepen van Allectus – vooral Frankische strijders – afslachtten. Constantius zelf lijkt Britannia pas te hebben bereikt toen de strijd al voorbij was. Volgens zijn lofrede werd hij door de Britten onthaald als een bevrijder.
Brittania werd, conform de hervormingen van Diocletianus, een diocees, bestaande uit vijf nieuwe provincies. De diocees Britannia viel onder de prefectuur van Gallië.

## Middeleeuwse legenden
Carausius, Allectus, Asclepiodotus en Constantius worden in de Historia Regum Britanniae (1136) van Geoffrey of Monmouth als heersers van Britannia neergezet, echter niet op geheel accurate wijze. Carausius wordt als een inheemse Brit voorgesteld die de Romeinen weet te overtuigen hem een vlootcommando te geven, waarna hij de vloot gebruikt om de Britse koning Bassianus of Caracalla van zijn troon te stoten. De Romeinen sturen daarna Allectus met drie legioenen naar Brittania om Carausius te verdrijven, maar Allectus ontpopt zich als een tiran. Asclepiodotus, de hertog van Cornwall, leidt een volksopstand tegen Allectus. Bij Londen weet hij Allectus te verslaan en hij belegert het overblijvende legioen dat zich in de stad heeft verschanst. Het legioen geeft zich over op voorwaarde dat ze Britannia veilig mogen verlaten. Asclepiodotus gaat hiermee akkoord, maar zijn bondgenoten de Venedoti onthoofden alle Romeinse soldaten en werpen hun hoofden in de rivier Gallobroc. Tien jaar later wordt Asclepiodotus vanwege zijn rol in christenvervolgingen aan de kant geschoven door Coel, de hertog van Colchester. Constantius wordt door de Romeinen naar Coel gestuurd om met hem te onderhandelen. Coel gaat akkoord met het betalen van tribuut aan Rome en hij schenkt zijn dochter Helena als huwelijkspartner aan Constantius. Na de dood van Coel wordt Constantius de nieuwe koning van Britannia.